# Distretto di Tirebolu
Il distretto di Tirebolu (in turco Tirebolu ilçesi) è uno dei distretti della provincia di Giresun, in Turchia.